# My Heart Will Go On (singel Zary Larsson)
My Heart Will Go On – singel Zary Larsson, wydany w 2008 roku po jej zwycięstwie w drugiej edycji talent show Talang, szwedzkim odpowiedniku Mam talent!. Jest on coverem utworu „My Heart Will Go On” Céline Dion z 1997 roku, który 10-letnia wówczas Larsson wykonała podczas finału programu. Jej finałowy występ z tą piosenką odnotował w serwisie YouTube ponad 15 milionów wyświetleń.
Kompozycja „My Heart Will Go On” została napisana i skomponowana przez Jamesa Hornera oraz Williego Jenningsa.
Singel dotarł do 7. miejsca na liście sześćdziesięciu najlepiej sprzedających się singli w Szwecji.

## Notowania

### Pozycja na liście sprzedaży
| Kraj    | Notowanie (2008)  | Najwyższa pozycja |
| ------- | ----------------- | ----------------- |
| Szwecja | Sverigetopplistan | 7                 |